# Hans Gerhard Gräf

Hans Gerhard Gräf

Hans Gerhard Gräf (* 5. Mai 1864 in Weimar; † 20. Dezember 1942 in Jena) war ein deutscher Goetheforscher.
Gräf wurde am 5. Mai 1864 in Weimar geboren. Sein Vater Carl Gräf (1822–97/98) war Leiter des Geographischen Instituts im weimarischen Landesindustriekomptoir und Kunsthändler. Seine Mutter Magdalene geb. Nielsen (1834–1864), die Tochter des 1850 aus Schleswig-Holstein vertriebenen Generalsuperintendenten Nicolaus Nielsen, starb bei seiner Geburt.
Schon früh kam er zur Redaktion der bis heute grundlegenden Weimarer Ausgabe (WA) der Werke Goethes. In dieser Edition bearbeitete Gräf hauptsächlich die III. Abteilung, nämlich Goethes Tagebücher – später erfolgten Auswahl-Ausgaben daraus.
Um 1900 ging Gräf nach Wolfenbüttel an die Herzog August Bibliothek. Dort arbeitete er an einem Standardwerk der Goethe-Forschung – das Ergebnis war der „Gräf“ (Goethes gedruckte Äußerungen über seine Dichtungen).
In folgenden Jahren lebte der Dichter und Gelehrte wieder in seiner Geburtsstadt Weimar.

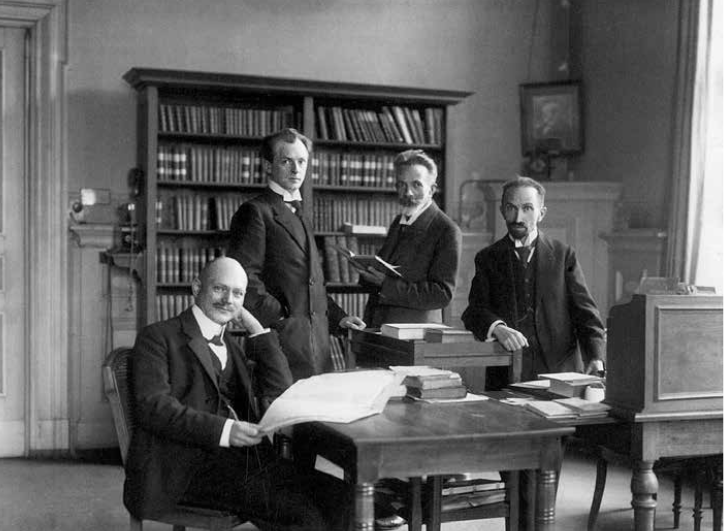
Vier Weimarer Germanisten: Max Hecker, Hans Wahl, Hans Gerhard Gräf und Julius Wahle (um 1918). Foto von Louis Held.

Einen Namen machte sich Gräf ferner durch Erforschung der lokalen Beziehung Goethes zu Berka/Ilm (heute: Bad Berka) und durch die Zusammenstellung von Goethes Liebesgedichten [erneut herausgegeben von Emil Staiger] und eine Faust-Gesamtausgabe im Insel-Verlag.
Für seine eigene lyrische Begabung stehen zwei Ausgaben seiner Gedichte, der letzte Band sogar in zwei Auflagen.
Gräf gab 1916 auch den Briefwechsel Goethes mit Christiane Vulpius heraus.
Offenbar durch Vermittlung von Bartels, der Hausautor bei Hermann Haessel in Leipzig war, erschien 1924 zum 60. Geburtstag ein recht stattlicher Goethe-Sammelband, ebenfalls in zwei unveränderten Auflagen.
Später war Hans Gerhard Gräf noch an Goethe-Werkausgaben (Dünndruck-Ausgaben) des Insel-Verlages beteiligt. Im Alter zog er von Weimar ins nahe Jena, wo er 1942 starb.
Wohl kriegsbedingt waren die Nachrufe für den bedeutenden Goethe-Forscher nur bescheiden, aber seine Ausgaben sind bis heute unentbehrliche Forschungsliteratur.